# قبعية
القبعة المخزنية، عشبة الطاعون أو القُبَّعِيَّة (الاسم العلمي: Petasites) الاسم العلمي من اليونانية petasos: قُبَّعة عريضة الحواف. جنس نباتات معمرة مزهرة من فصيلة النجمية. يصل ارتفاعه إلى متر. له أوراق قلبية كبيرة جدًا وواسعة، تشبه أوراق الراوند.
أعطانها في أجزاء من آسيا مثل كوريا والصين واليابان، وكذلك أوروبا وأمريكا الشمالية. تُفضل البيئات الرطبة مثل ضفاف الأنهر، والمستنقعات والتُرَع.

## مكان وجودها واوقات تزهيرها
تنمو هذه النبتة على ضفاف الأنهار، ومجاري المياه، وأيضا في التربة الموحلة وهي تزهر في آخر فصل الشتاء، وأوائل فصل الربيع. وأوراقها لا تظهر حتى نتصف الربيع.

## الفوائد الطبية والاستعمال الحديث
تستعمل جذور نبتة القبعية في علاج العديد من الأمراض مثل مرض الطاعون، والحمى الضارة فإنه يدر العرق، يجفف جذر النبتة مسحوق رطوبة القرح، ويعالج البقع واللطخات الجلدية وغيرها من الأمراض العامة.
يستعمل جذر النبتة كمنشط للقلب وتنبه وظيفة القلب، وتدر البول، وأيضا تستعمل لعلاج مرض الربو، وهي تستعمل لعلاج ولتفتيت الحصى في مسالك البول، وتشفي من الزكام والحمى. يحضر بشكل مستخلص بمعدل (28)غ من الجذر المغلي ب(852)ملل من الماء إلى ان يصير بكمية (568)ملل، ويترك ليبرد ثم يصف ويؤخذ بجرعات من(56)ملل ثلاث إلى اربع في اليوم. ويستعمل أطباء العلاج المثلي صباغ الجذر لآلام الرأس، والألم العصبي والتهاب المثانة